# Gustaf Berghman
Gustaf Schlegel Berghman, född 24 december 1836 i Stockholm, död 25 juli 1910 i Stockholm, var en svensk läkare och bibliofil.
Berghman var en av de första i Sverige som sysslade med massagepraktik, som lärjunge till Johann Georg Mezger, men måste på grund av sjuklighet ge upp sitt läkaryrke och ägnade sig därefter uteslutande åt litterära och bibliografiska studier. Sin värdefulla samling av Elseviertryck (omkring 2 300 volymer), över vilken han utarbetade två i fackkretsar högt skattade studier (1885 och 1897), testamenterade Berghman till Kungliga biblioteket.